# Bolu
Bolu je město v Turecku, hlavní město stejnojmenné provincie. Na konci roku 2009 zde žilo 120 021 obyvatel. Město leží na dálnici spojující Istanbul s Ankarou. Bolu je sídlem vysoké školy s názvem Abant İzzet Baysal Üniversitesi založené v roce 1992. V současnosti zde studuje více než 18 tisíc studentů.

## Významní rodáci
- Feridum Zaimoglu, německý spisovatel